# MS Armia Krajowa (2015)
MS Armia Krajowa – pierwszy z serii osiemnastu masowców budowanych dla Polskiej Żeglugi Morskiej w ramach nowego programu inwestycyjnego PŻM na lata 2015-2020.
19 października w stoczni Yangfan zwodowano nowy statek Polskiej Żeglugi Morskiej. Statek ma podwójne poszycie oraz 5 ładowni typu "box" o szerokich lukach ładunkowych. Wyposażony jest w 4 dźwigi ładunkowe wraz z chwytakami do ładunków sypkich .
Został zbudowany według projektu fińskiej firmy Deltamarin. W celu dostosowania niektórych rozwiązań do oczekiwań PŻM, projekt został przez techników polskiego armatora nieco  zmodyfikowany . Nazwa statku jest nawiązaniem do serii tzw. duńskich panamaxów, które były wybudowane dla PŻM na początku lat 90. i zostały wycofane z eksploatacji. Kolejne statki z tej serii będą nosić imiona: „Szare Szeregi”, „Legiony Polskie” i „Solidarność” .
Przekazanie statku polskiemu armatorowi nastąpiło w Yangfan 25 lutego 2016 roku. W tym dniu odbył się też chrzest jednostki. Zwyczajową formułkę „płyń po morzach i oceanach...” wypowiedziała matka chrzestna statku Jolanta Szyłkowska – prezes Okręgu Szczecin Światowego Związku Żołnierzy Armii Krajowej . Masowiec, pod dowództwem kpt. ż. w. Krzysztofa Wasika, w swojej pierwszej podróży zabrał z Tajwanu ładunek wyrobów stalowych, z którym popłynął do Stanów Zjednoczonych .